# A-do-Ledo
A-do-Ledo era, em 1747, uma aldeia da freguesia de São João dos Caldeireiros, termo da vila de Mértola, comarca de Campo de Ourique, Arcebispado de Évora, na Província do Alentejo.